# Buffalo Point First Nation
Die Buffalo Point First Nation ist eine der kanadischen First Nations. Sie gehört zu den Anishinabe und lebt am Ufer des Lake of the Woods, im Südosten von Manitoba an der Grenze zu den USA. Nach eigenen Angaben besteht der Stamm aus 125 Angehörigen, von denen 54 als Indianer anerkannt sind (Status-Indianer). Ihre Sprache ist das Chippewa. Die Volkszählung des Jahres 2006 verzeichnete 141 Bewohner im Reservat (Indian band area), das 22,8 km² umfasste.
Buffalo Point ist eine Halbinsel, die im Norden liegende Buffalo Bay gilt als einer der besten Fischgründe für Amerikanische Zander (walleye) im See. Rund 12 km nördlich mündet der Reed River in den See. Das Südufer der Buffalo Bay blickt bereits Richtung USA.

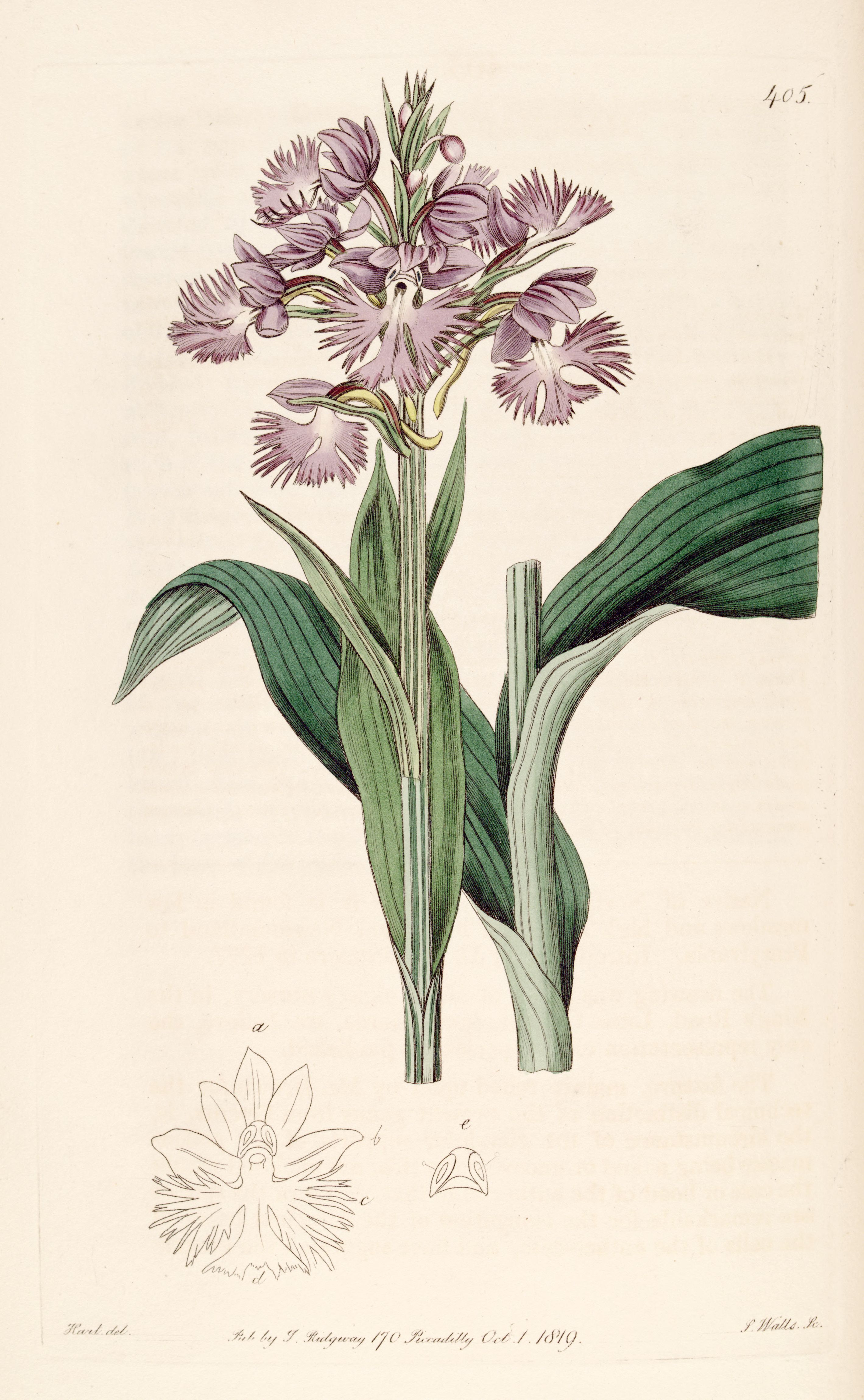
Habenaria fimbriata, die „purple-fringed orchid“ genannt wird

Der Stamm setzt wirtschaftlich seit 30 Jahren auf Tourismus, daher ist die Jagd im traditionellen Gebiet stark eingeschränkt, ein Managementprogramm dient der Pflege der Landschaft und ihrer Pflanzen und Tiere, sowie der Werbung. Weißwedelhirsche, Wölfe, Rot- und Silberfuchs, Schwarzbären, Biber, Stachelschweine und Bisam finden sich im Gebiet, ebenso wie zahlreiche Vogelarten, wie Bartkauz (grey owls), Weißkopfseeadler, Spechte. Hinzu kommen viele Pflanzen, wie die extrem seltene Habenaria fimbriata.
Trotz der wirtschaftlichen Erfolge ist der derzeitige Häuptling John Thunder umstritten, da er durch keine Abstimmung legitimiert als Erbhäuptling herrscht, und dies trotz zweimaliger Absetzung durch den Stamm. Kritiker werfen ihm vor, das Reservat und dessen Kultur zu nutzen, um seine Familie zu bereichern, während er nur wenige der Indianer beschäftigt und herrscht wie ein Diktator.

## Geschichte
Buffalo Point war schon seit langem ein Sammelplatz verschiedener Anishinabe-Gruppen. Auch die Sioux unter Chief Red Cloud hielten sich gelegentlich in der Region auf, um ihren Bedarf an Wildreis und Büffelfleisch zu decken.
La Vèrendrye erbaute 1732 mit Fort St. Charles einen ersten Handelsposten. Seit Anfang des 18. Jahrhunderts hatten die Ojibwa aus dem Osten kommend, die Sioux verdrängt. 1857 bereisten George Gladman, Henry Youle Hind und Simon James Dawson die Region mit der Hilfe der Ojibwa. Simon Dawson fand den später nach ihm benannten Dawson Trail.
Chief Ayashwash unterzeichnete den Vertrag Nummer drei von den so genannten Numbered Treaties im Jahr 1873. Für die Indianer, die Bauern werden sollten, wurde ein Gebiet abgezäunt und sie züchteten ein Jahrzehnt lang Vieh.
1900 bis 1906 war Little Thunder Häuptling, der Sohn von Ayashwash. Old Jim Thunder wurde sein Nachfolger bis 1941. Ihm folgte „Shorty“ Warren Thunder, der 1969 zurücktrat, nachdem er seinen Adoptivsohn Jim Thunder als Häuptling designiert hatte. 1997 wurde schließlich John Thunder zum sechsten Erbhäuptling (hereditary Chief) der Buffalo Point First Nation erhoben.
1916 hatte der Stamm 57 Mitglieder, womit bereits die höchste Zahl der ersten Jahrzehnte erreicht war. Die Familien des Stammes waren die Thunder, Lighting, Cobiness, Handorgan und Powasen. Buffalo Point wurde 1890 überschwemmt, wie der gesamte Lake of the Woods. Um 1930 hatte sich der Stamm beinahe aufgelöst, denn die meisten arbeiteten nun auf dem Festland, viele in den USA.
Old Jim Thunder gelang es 1930, die 1670 Acre des Reservats um sichereres Land am Reed River zu ergänzen, so dass der Stamm zwei Reservate besaß. Old Jims Hauptmotiv war der Schutz der traditionellen Lebensweise, denn die Nähe des Reed River erlaubte die Jagd auf Bisam.
Schon in den 1950er Jahren berieten die Mitglieder der Familie Thunder darüber, das Reservat zu einer Touristenattraktion auszubauen. Gleichzeitig gab es Angebote, das Reservat aufzukaufen. 1967 bot die Regierung von Manitoba 72.500 Dollar für die primmest site, ein Gebiet von 968 Acre im Südosten. Tom Thunder teilte dies seinem Adoptivsohn Jim Thunder mit, der mit der Air Force in Afrika stationiert war. Nach kurzer Abwesenheit untersagte er den Verkauf.
Chief „Shorty“ Warren Thunder, der krank wurde, beriet mit seinem Adoptivsohn Jim, der Weißer war, über seine Nachfolge, da er nie verheiratet war und keine Kinder hatte. Jim erklärte sich einverstanden und mit Unterstützung der Gemeinde wurde er 1969 Häuptling. "Shorty" verstarb 1972 nach seinem dritten Herzinfarkt.
1970 beschloss die Gemeinde auf einem Treffen, einen Entwicklungsplan aufzulegen, so dass 1973 und 1974 ein Masterplan zustande kam. Chief Jim, der zum Vizepräsidenten der Manitoba Indian Brotherhood neben Dave Courchene wurde, überzeugte das Department of Indian Affairs and Northern Development von der Notwendigkeit einer Straße zum Reservat, doch der Straßenbau scheiterte an finanziellen Problemen des Ministeriums. Gegen sein Trailer House, seinen Anhänger und sein Boot als Sicherheit lieh ihm jedoch eine Bank persönlich Geld, nicht dem Stamm. Mit diesem Geld konnten die gut 1,5 km Straße gebaut werden. Mehrere Investoren, wie K-Tel International, und Jim fand weitere Investoren für ein Touristikunternehmen.
Dazu gehörte eine Marina, wobei diese binnen zwei Jahren entstehen musste, ansonsten hätten die Steinbach-Investoren ein eigenes Grundstück von 100 Acre erhalten, das ihnen den Bau eines solchen Schiffshafens gestattet hätte. Um weiteres Kapital zu erhalten, wurde ein Teil des Landes verpachtet. Die Thunder-Familie eröffnete die Marina fristgerecht neben einem Resort, da ansonsten niemand Interesse bekundete. Im Jahr 2009 konnten dort 320 Boote anlegen, womit dies die größte Marina am See darstellte.
Aus den Einnahmen entstand eine Feuerwehr, eine Polizeistation, und ein Verwaltungstrakt kamen hinzu. 1992 wurde ein Golfplatz eröffnet, der nach dem älteren Namen des Sees Lake of the Sandhills Golf Course heißt. 1998 wurde ein Programm zum Bau von Abwasserkanälen und zum Wasserschutz begonnen. Im Jahr 2000 erhielt der Häuptling den CANDO 2000 Economic Development Recognition Award.
Allerdings bereitete die angewachsene Anlage erhebliche ökologische Probleme. Im Gegensatz dazu erhielt der Stamm 2004 den Manitoba Hydro's Spirit of the Earth Award in Partnerschaft mit Eastman Recycling Services für ein besonders erfolgreiches Wiederverwertungssystem.
Von den 274 Gebäuden im Reservat waren nur 64 von den Bewohnern belegt, der Rest diente als Wochenendhaus. Daher gilt der Stamm als vergleichsweise wohlhabend, obwohl die wenigen Indianer inzwischen am Rande des Ortes wohnen. 2001 klagte ein Teil des Stammes vor Gericht, dass die führende Familie ihre Bücher offenlegen sollte. Außerdem warf man dem Häuptling vor, er nehme an keinen Beratungen oder Feierlichkeiten teil und spreche auch nicht Ojibwa. 1998 versuchten einige der Älteren zu verhindern, dass der Golfplatz auf einer heiligen Stätte erbaut wurde, wie Helen Cobiness berichtete. Doch hatten die Gegner nicht genügend Geld für einen Rechtsanwalt, so dass Bulldozer das Gelände einebneten.
Da Thunder als Erbhäuptling nicht gewählt wurde, und zudem bei vielen als Weißer gilt, wirft man ihm vor, er benutze die Vorzüge der Indianergesetze zum Vorteil seiner Familie. Schon 1995 wählten ihn 35 Stammesmitglieder ab, doch das Indianerministerium erklärte den Streit zu einer inneren Angelegenheit. 1999 erfolgte eine erneute Abwahl, doch die Polizei räumte das von den Gegnern besetzte Stammesbüro. Terry Nelson, Häuptling der benachbarten Roseau River First Nation, warf der Regierung vor, sie stütze eine Diktatur mit Waffengewalt. Er bot an, das Problem notfalls zu lösen, doch die Stammesälteren Helen Cobiness, Florence Kakaygeesick und Sam Gibbons lehnten dies aus Furcht vor Gewalt ab.

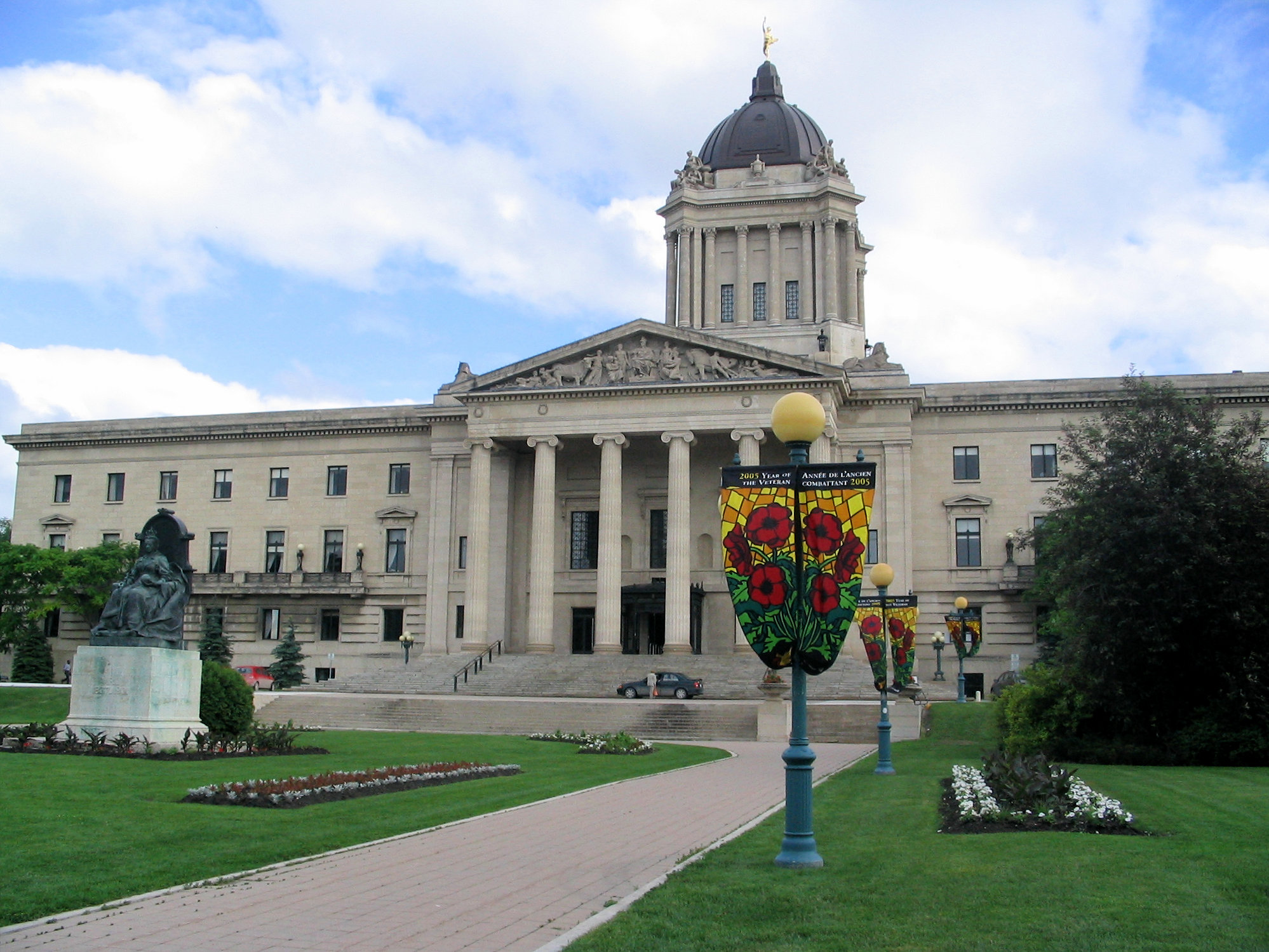
Sitz der Regierung in Winnipeg

Im September 2009 besetzten die fünf Kinder von Ernie Cobiness die Spitze des Manitoba Legislative Building und entfalteten ein Banner mit den Worten „Buffalo Point First Nation Youth Walk for Democracy“ (Marsch für Demokratie der Jugend der Buffalo Point First Nation). Mit Unterstützung der Roseau River, Sagkeeng und Dakota soll der Fall nun nach Washington, D.C. getragen werden. Hierbei stehen allerdings die Menschenrechte im Mittelpunkt.